# Icona (arte)
(Atti dell’Ottavo Concilio Ecumenico dell’869-870.)

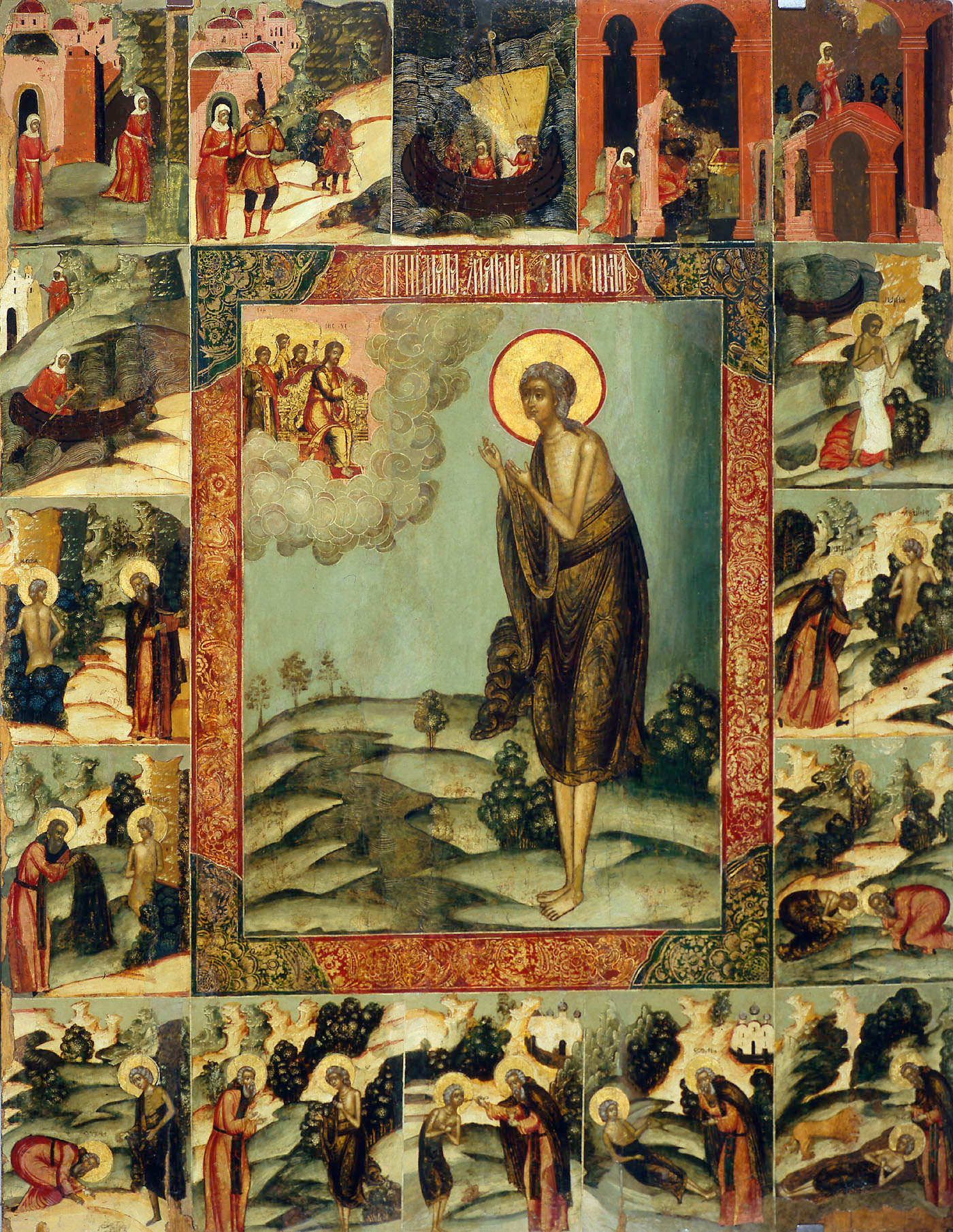
Icona russa del XVII secolo con scene della vita di santa Maria Egiziaca

Un'icona è una raffigurazione sacra dipinta su tavola, prodotta nell'ambito della cultura cristiana bizantina e slava. Il termine deriva dal russo "икона" (ikona), a sua volta derivante greco bizantino "εἰκόνα" (eikóna) e dal greco classico εἰκών -όνος derivanti dall'infinito perfetto eikénai, traducibile in "essere simile", "apparire", mentre il termine eikóna può essere tradotto con "immagine".
Nella lunga genesi dell'iconografia cristiana, l'icona assume la propria fisionomia intorno al V secolo. Vi erano probabilmente icone anche in precedenza, a partire dal periodo di Costantino I, ma furono per la maggior parte distrutte durante la controversia con la corrente cristiana favorevole all'iconoclastia, che contestava la possibilità per il credente di raffigurare l'immagine di Dio per il rischio che si adorasse l'immagine e non chi vi era raffigurato. Alla fine si ritenne corretto raffigurare Cristo, dal momento che si era incarnato storicamente in forma umana. Del resto vi era presenza nella tradizione cristiana di prototipi, i ritratti di Gesù e Maria. Si trattava del cd.Mandylion, della figura della Sindone e dei ritratti della Vergine attribuiti a San Luca. Quando nel 1453 l'Impero Romano d'Oriente crollò, i greci e i popoli balcanici continuarono la produzione sia la diffusione di queste raffigurazioni sacre, come parte della loro cultura e tradizione.
Nella tradizione della Chiesa bizantina, l'icona assume un significato particolare. L'icona non è un ritratto realistico, ma un'immagine ideale, atemporale. Il simbolismo e la tradizione non coinvolgevano solo l'aspetto pittorico, ma anche quello relativo alla preparazione e al materiale utilizzato, oltre alla disposizione e al luogo entro il quale l'opera andava collocata. L'icona trasmette un particolare messaggio teologico per mezzo del linguaggio iconico che è espresso dai colori utilizzati dall'artista, di solito un monaco.
Dalla tradizione ortodossa russa, sono stati affinati alcuni schemi principali: Il Cristo Pantocratore in trono; la Vergine Maria Orante da sola o con il Bambino Gesù concepito, raffigurato racchiuso in un cerchio; la Vergine con Gesù bambino in braccio, le cosiddette Icone dell'Incarnazione: Madre di Dio Hodighitria ("colei che indica la retta via", cioè il Figlio) e Madre di Dio Eleusa ("immagine della tenerezza", perché il figlio la abbraccia). Alle immagini principali si aggiungono poi gli apostoli, gli angeli, i santi e i martiri.
L'icona può raffigurare anche scene dell'Antico o del Nuovo Testamento, il martirio dei santi, il giudizio finale o concetti mistici (es. Madre di Dio del roveto ardente) molto complessi. Un particolare tipo di icona raffigura assieme tutti i santi e le festività dell'anno, con funzione di calendario liturgico. I donatori delle icone erano raffigurati raramente; di solito li si faceva di ridotte dimensioni e in ginocchio di fronte ai soggetti dell'icona. L'artista (iconografo) non si raffigura mai, né sottoscrive le sue opere.
Queste immagini e canoni tradizionali sono riscontrabili anche nell'arte occidentale medievale, che rimase di stampo bizantino fino all'epoca di Cimabue, per poi cambiare decisamente maniera con Giotto, che si impose con la ricerca del naturalismo e lo studio della prospettiva.

## Caratteristiche generali
Le icone erano scritte su tavole di legno, generalmente di tiglio, larice o abete. Sul lato interno della tavoletta in genere era effettuato uno scavo che veniva chiamato “scrigno” o "arca", in modo da lasciare una cornice in rilievo sui bordi. La cornice, oltre a proteggere la pittura, rappresenta lo stacco tra il piano terrestre e quello divino in cui viene posta la raffigurazione. Sulla superficie veniva incollata una tela con colla di coniglio, che serviva ad ammortizzare i movimenti del legno rispetto agli strati superiori. La tela veniva infatti ricoperta con diversi strati di colla di coniglio e gesso, che opportunamente levigati, con pelle di pesce essiccata o carte vetrate, consentivano di ottenere una superficie perfettamente liscia e levigata, adatta ad accogliere la doratura e la pittura, detta levkas. A questo punto si iniziava a tratteggiare il disegno.
Si partiva con uno schizzo della rappresentazione, il successivo processo era quello della pittura. S'iniziava con la doratura di tutti i particolari (bordi dell'icona, pieghe dei vestiti, sfondo, aureola o nimbo). Quindi si cominciava col dipingere i vestiti, gli edifici e il paesaggio. Le ultime pennellate venivano effettuate con la pura biacca. L'effetto tridimensionale veniva reso da tratti più scuri distribuiti in modo uniforme. Particolare cura assume la lavorazione dei volti. In genere si parte da una base di colore scuro cui vengono sovrapposti strati di schiarimento con colori più chiari. Successivamente balenii di luce chiari, ottenuti coll'ocra mescolata alla biacca, erano posti sulle parti in rilievo del volto: zigomi, naso, fronte e capelli. La vernice rossa era disposta in uno strato sottile attorno alle labbra, sulle guance e sulla punta del naso. Infine con una vernice marrone chiara si ripassa il disegno (graphìa): i bordi, gli occhi, le ciglia ed eventualmente i baffi o la barba.
I colori sono ottenuti da sostanze naturali, vegetali o minerali, oppure ottenute da piccoli processi chimici come fare ossidare i metalli. Pestati a mortaio, macinati finemente, essi sono uniti alla cera (tecnica dell'encausto) o al tuorlo dell'uovo in emulsione, che agisce da legante (tempera all'uovo).
A volte, per proteggere la superficie dell'icona, le si sovrapponevano delle preziose cornici d'argento sbalzato (riza) che riproducevano quasi tutto il dipinto, lasciando scoperti solo i volti.
La teologia ortodossa riteneva le icone opere di Dio stesso, realizzate attraverso le mani dell'iconografo: risultava dunque inopportuno porre sull'icona il nome della persona di cui Dio si sarebbe servito.
I volti dei santi rappresentati nelle icone sono chiamati liki: ovvero volti che si trovano fuori dal tempo, trasfigurati, ormai lontani dalle passioni terrene. Esempio se ne trova nelle immagini di Andrej Rublëv (1360/1430).
L'icona, epifania del divino ed essenza di sacralità e divinità, presenta quindi le seguenti caratteristiche: astrazione, atemporalità (la dimensione del divino è fuori del tempo cronologico), spiritualizzazione del volto, armonia e simmetria ottenute con proporzioni geometriche, frontalismo della figura, bidimensionalità ed incorporeità della figura rappresentata, colore come gioia dello Spirito, costruzione piramidale.

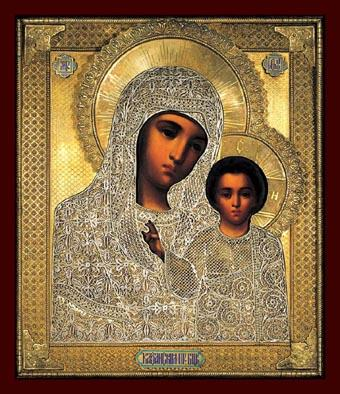
Madonna col Bambino in un'icona russa

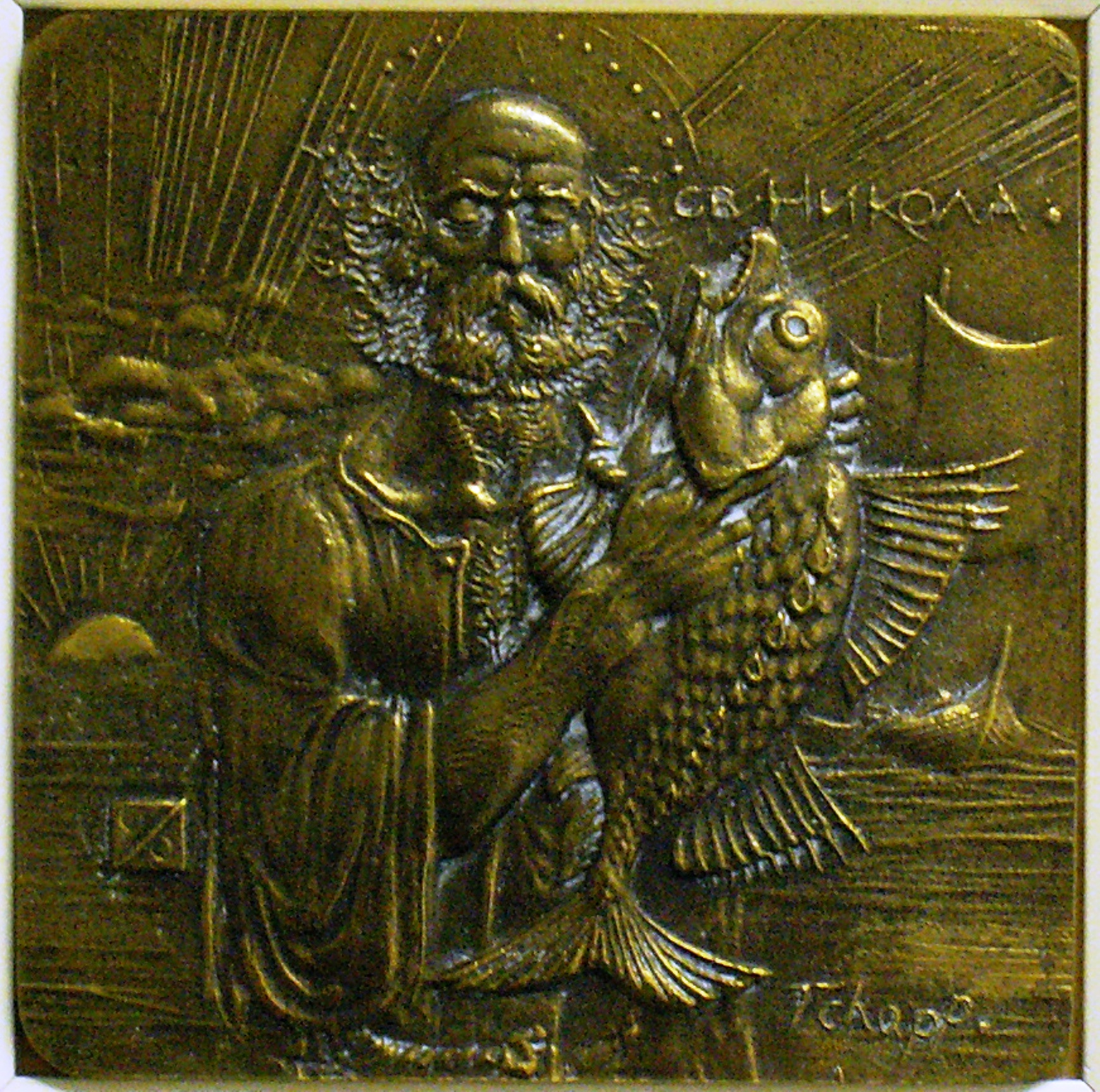
Una moderna icona metallica di S. Nicola dell'artista bulgaro Georgi 'Chapa' Chapkanov. Gilbert House, Stanley, isole Falkland.

## L'arte dell'icona in Russia
L'arte dell'icona con i relativi artisti giunge in Russia da Costantinopoli, tanto che tra X e XI secolo a Kiev sono già attivi atelier misti greco-russi. L'icona diventa molto importante in Russia, indispensabile alla preghiera dei fedeli. L'arte iconica russa diventa indipendente dal mondo bizantino a causa dell'isolamento del paese, seguìto alle invasioni dei Mongoli e alla caduta di Costantinopoli, occupata dai Crociati nel 1204. L'arte russa mostra presto la sua originalità espressa in diverse maniere pittoriche elaborate nei centri politici quali Kiev, Vladimir (Oblast' di Vladimir), Novgorod e Pskov. La produzione di Novgorod mostra una struttura compositiva più astratta e dai colori più squillanti, mentre si osserva maggiore dolcezza lirica nell'area di Vladimir, Rostov e Jaroslavl'.
Le formule compositive bizantine vengono filtrate attraverso schemi geometrici che ne accentuano la solennità: affermazioni di fede e di certezza della vittoria sul male. Superata l'invasione dei Tatari, alla fine del XIV secolo assume crescente importanza la scuola di Mosca. Nuova forza spirituale muove i pittori russi e la presenza di un celebre artista bizantino, Teofane il Greco, introduce la maniera evoluta dell'arte metropolitana dei Paleologhi a Novgorod prima e a Mosca poi.
Il Quattrocento sarà il secolo d'oro della pittura russa: al Cremlino di Mosca, accanto a Teofane, lavora il celeberrimo Andrej Rublëv, portavoce della nuova religiosità di Sergio di Radonež, che con accenti patriottici pone Mosca al centro dell'unificazione delle genti russe. Nei secoli successivi si osserva come i pittori della Russia tendano ad arricchire i temi iconografici bizantini di dettagli o scene secondarie, riflessi di culti locali, per avvicinarli alla devozione popolare.
Se per l'Occidente l'icona è un artefatto realizzato per un determinato periodo storico, in Russia è un organismo sempre vivo. l'icona è parola per immagini, atto di preghiera e strumento liturgico: non è un oggetto da osservare (e ammirare)  ma il segno vivente di una dimensione di devozione e contemplazione.

## L'icona nell'epoca moderna
Nel 1904, il restauro della Trinità di Rublev segnò la riscoperta dell'icona da parte dell'estetica moderna e nei primi dieci anni del ‘900 le icone diventarono “l'ossessione dell'intellighenzia russa”. Nel 1911, Henri Matisse nel corso del suo viaggio a Mosca, le definì il «miglior patrimonio » dell'arte medievale invitando gli artisti europei a «cercare i propri modelli nei pittori di icone piuttosto che nei maestri italiani». 
Vladimir Tatlin e Natalia Goncarova cominciarono la loro carriera dipingendo icone. Nella collezione privata di Ostruchov, iniziata nel 1902, le opere della tradizione bizantina erano accostate a opere contemporanee. L'arte di Kandinskij, come ha scritto Gilbert Dagron, la chiamiamo "astratta" perché "ricusa le nozioni di natura e di oggetto a favore di un'altra visibilità" e "ha una parentela sicura con il tipo di rappresentazione iconica che l'ortodossia ha consacrato nella sfera religiosa, ma che l'artista moderno utilizza a fini differenti ». Andy Warhol ha dichiarato di ispirarsi all'icona russa riprendendone il metodo della ripetizione e l'adozione del multiplo.

## Musei di Icone
- La più importante collezione europea di icone russe dal XI al XX secolo si trova a Vicenza, nelle gallerie di palazzo Leoni Montanari di proprietà di Banca Intesa; sono visibili solo in mostre temporanee.
- A Venezia, nel sestiere di Castello, presso la Chiesa di San Giorgio dei Greci, vi è un piccolo museo di icone greco-ortodosse.
- Anche la galleria degli Uffizi di Firenze ha una collezione di circa 80 icone russe di periodo tardo (1700). Dopo vari spostamenti, le icone sono state restaurate ed esposte nel 2019 a Palazzo Pitti.
- La più grande collezione esistente di 77 icone epirote in Europa occidentale si trova nella Chiesa di Santa Maria Assunta a Villa Badessa in Abruzzo. Nel 1965, le icone, che sono state “scritte” tra il XV e il XX secolo, sono state dichiarate "opere di interesse nazionale" da parte del Ministero della pubblica istruzione.[5][6]
- Museo Comunale delle Icone e della Tradizione Bizantina[7] in Frascineto.
- “Ori e orazioni”, collezione permanente di icone di scuola cretese e derivazioni contemporanee nella casa comunale di Armento (provincia di Potenza), paese in cui sono conservate le spoglie dei santi bizantini San Luca di Demenna e San Vitale di Castronovo (o di Armento).